# Indianapolis Colts 1993
La stagione 1993 degli Indianapolis Colts è stata la 40ª della franchigia nella National Football League, la decima con sede a Indianapolis. I Colts conclusero con un record di 4 vittorie e 12 sconfitte, chiudendo al quinto posto dell'AFC East e mancando l'accesso ai  playoff per il sesto anno consecutivo. La squadra si piazzò ultima nella lega per punti segnati con 189. Per l'unica volta si disputò una stagione da 16 partite distribuite su 18 settimane.

## Roster
| Roster degli Indianapolis Colts nel 1993 |
| --- |
| Quarterback - 11 Jeff George - 7 Don Majkowski - 10 Jack Trudeau Running Back - 35 Rodney Culver - 23 Anthony Johnson FB - 42 Roosevelt Potts - 28 Ed Toner Wide Receiver - 80 Aaron Cox - 87 Sean Dawkins - 84 Jessie Hester - 85 Reggie Langhorne - 83 Clarence Verdin KR/PR Tight End - 81 Charles Arbuckle - 88 Kerry Cash Offensive Linemen - 71 Kevin Call T - 69 Randy Dixon G - 63 Kirk Lowdermilk C - 73 Zefross Moss T - 68 John Ray T - 74 Bill Schultz G - 79 Joe Staysniak G Defensive Linemen - 99 Michael Brandon DE - 76 Sam Clancy DE - 90 Steve Emtman DE - 75 Cecil Gray DE - 78 Jon Hand DE - 95 Skip McClendon DE - 96 Willis Peguese DE - 92 Tom Sims NT - 98 Tony Siragusa NT Linebacker - 50 Duane Bickett OLB - 57 Quentin Coryatt - 54 Jeff Herrod ILB - 55 Devon McDonald OLB - 97 Scott Radecic ILB Defensive Back - 33 Ashley Ambrose CB - 31 Michael Ball SS - 36 John Baylor CB/SS - 29 Jason Belser FS - 34 Ray Buchanan CB - 38 Eugene Daniel CB - 30 Derwin Gray SS - 37 Chris Goode CB - 32 Robert O'Neal Special Team - 4 Dean Biasucci K - 3 Rohn Stark P Lista delle riserve - 48 Carlos Etheredge TE (IR) - 25 Ronald Humphrey RB (IR) - 52 Brian Ratigan LB (IR) - 66 Ron Solt G (IR) - 72 Mark Vander Poel T (PUP) - 67 Will Wolford T (IR) Squadra di allenamento - 86 Brian Stablein WR |
| Legenda - I rookie sono in corsivo. - Il primo ruolo è il principale mentre gli eventuali successivi indicano i ruoli secondari. - (IR) sta per Injured Reserve ed indica la lista ristretta per un solo giocatore infortunato che può tornare ad allenarsi dopo la settimana 6 e a rientrare in prima squadra dopo che questa ha giocato 8 partite. - (NF-Inj.) / (NF-Ill.) stanno rispettivamente per Non-Football Injured e Non-Football Illness ed indicano le liste dove viene inserito un giocatore che ha un infortunio o una malattia non dipendente dal football americano. - (PUP) sta per Physically Unable to Perform ed indica la lista dove viene inserito un giocatore mentre è in attesa di recuperare la condizione fisica. Nella stagione regolare dopo la sesta partita giocata dalla propria squadra, il giocatore ha tempo tre settimane per riprendere ad allenarsi, più tre settimane aggiuntive dal suo rientro agli allenamenti per rientrare in prima squadra. |

Fonte:

## Calendario
| Stagione regolare |                    |                         |                    |                    |                    |                    |                    |
| Turno             | Data               | Avversario              | Risultato          | Record             | Stadio             | Pubblico           |                    |
| 1                 | 5 settembre 1993   | Miami Dolphins          | S 20–24            | 0–1                | Hoosier Dome       | 51,858             |                    |
| 2                 | 12 settembre 1993  | at Cincinnati Bengals   | V 9–6              | 1–1                | Riverfront Stadium | 50,299             |                    |
| 3                 | Settimana di pausa | Settimana di pausa      | Settimana di pausa | Settimana di pausa | Settimana di pausa | Settimana di pausa | Settimana di pausa |
| 4                 | September 26, 1993 | Cleveland Browns        | V 23–10            | 2–1                | Hoosier Dome       | 59,654             |                    |
| 5                 | 3 ottobre 1993     | at Denver Broncos       | S 13–35            | 2–2                | Mile High Stadium  | 74,953             |                    |
| 6                 | 10 ottobre 1993    | Dallas Cowboys          | S 3–27             | 2–3                | Hoosier Dome       | 60,453             |                    |
| 7                 | Settimana di pausa | Settimana di pausa      | Settimana di pausa | Settimana di pausa | Settimana di pausa | Settimana di pausa | Settimana di pausa |
| 8                 | 24 ottobre 1993    | at Miami Dolphins       | S 27–41            | 2–4                | Joe Robbie Stadium | 57,301             |                    |
| 9                 | 31 ottobre 1993    | New England Patriots    | V 9–6              | 3–4                | Hoosier Dome       | 46,522             |                    |
| 10                | 7 novembre 1993    | at Washington Redskins  | S 24–30            | 3–5                | RFK Stadium        | 50,523             |                    |
| 11                | 14 novembre 1993   | New York Jets           | S 17–31            | 3–6                | Hoosier Dome       | 47,351             |                    |
| 12                | 21 novembre 1993   | at Buffalo Bills        | S 9–23             | 3–7                | Rich Stadium       | 79,101             |                    |
| 13                | 29 novembre 1993   | San Diego Chargers      | S 0–31             | 3–8                | Hoosier Dome       | 54,110             |                    |
| 14                | 5 dicembre 1993    | at New York Jets        | V 9–6              | 4–8                | The Meadowlands    | 45,799             |                    |
| 15                | 12 dicembre 1993   | at New York Giants      | S 6–20             | 4–9                | Giants Stadium     | 70,411             |                    |
| 16                | 19 dicembre 1993   | Philadelphia Eagles     | S 10–20            | 4–10               | Hoosier Dome       | 44,952             |                    |
| 17                | 26 dicembre 1993   | at New England Patriots | S 0–38             | 4–11               | Foxboro Stadium    | 26,571             |                    |
| 18                | 2 gennaio 1994     | Buffalo Bills           | S 10–30            | 4–12               | Hoosier Dome       | 43,028             |                    |

## Classifiche
| AFC East             |    |    |   |      |     |     |     |
|                      | V  | S  | P | %    | PF  | PS  | STR |
| (1) Buffalo Bills    | 12 | 4  | 0 | .750 | 329 | 242 | V4  |
| Miami Dolphins       | 9  | 7  | 0 | .563 | 349 | 351 | S5  |
| New York Jets        | 8  | 8  | 0 | .500 | 270 | 247 | S3  |
| New England Patriots | 5  | 11 | 0 | .313 | 238 | 286 | V4  |
| Indianapolis Colts   | 4  | 12 | 0 | .250 | 189 | 378 | S4  |